# Odyssey (gruppo musicale)
Gli Odyssey sono un gruppo musicale statunitense.
Molti loro singoli, tra cui Native New Yorker (1977) e Use It Up and Wear It Out (1980), sono entrati nelle classifiche di tutto il mondo.

## Storia
Il gruppo, originario del Connecticut,  prendeva inizialmente il nome di Lopez Sisters, ed era composto da vari familiari di Steven Collazo (che però entrerà nel gruppo più tardi): Lillian Lopez, Louise Lopez e Carmen Lopez, che lasciò il gruppo prima che venisse rinominato Odyssey.
Il bassista e cantante filippino Tony Reynolds si unì al gruppo poco dopo che Native New Yorker (1977) raggiungesse il ventunesimo posto della Billboard Hot 100 e il quinto nell'Official Singles Chart.
Reynolds, per ragioni sconosciute, lasciò gli Odissey dopo il primo album omonimo (1977) e fu sostituito da William "Bill" McEachern, che rimase con il gruppo per tutto il resto della sua produzione nella RCA Records. Nello stesso periodo entrò Steven Collazo nelle vesti di tastierista, cantante e direttore musicale.
Nel Regno Unito la band ebbe più successo in classifica, totalizzando cinque hit della Top Ten tra il 1977 e il 1982. Uno di essi, Use It Up and Wear It Out (1980), raggiunse il primo posto nella UK Singles Chart per due settimane nel 1980. Il seguente If You're Lookin' for a Way Out (1980) raggiunse il numero 6 nel 1980 rimanendo per un totale di quindici settimane nella classifica del Regno Unito. Gli Odyssey divennero così il terzo "act" americano dell'anno (dopo Fern Kinney e M.A.S.H.) che raggiunse il primo posto nel Regno Unito, nonostante non fosse stato registrato nel loro paese d'origine. Il loro successivo successo Going Back to My Roots è stato scritto e originariamente registrato da Lamont Dozier.
Seguirono una serie di album e singoli e il gruppo ottenne un altro hit della classifica R&B con Inside Out (1982), scritto da Jesse Rae, prodotto da Jimmy Douglass e con musiche eseguite da musicisti di sessione. La traccia ha raggiunto il picco nelle classifiche statunitensi guadagnandosi il dodicesimo posto negli USA e il terzo nel Regno Unito. La canzone è stata classificata al numero 15 tra le "tracce dell'anno" del 1982 da NME.
Dopo aver lasciato la RCA, gli Odyssey, composti dalla cantante Lillian Lopez, Al Jackson e Steven Collazo, hanno continuato a fare tournée, esibirsi e fare apparizioni televisive nel Regno Unito, in Europa e nel Medio Oriente. Lillian Lopez e Jackson si sposarono nel 2000 e si ritirarono dall'industria musicale nel 2003.

## Discografia

### Album in studio
- 1977 – Odyssey
- 1978 – Hollywood Party Tonight
- 1980 – Hang Together
- 1981 – I Got the Melody
- 1982 – Happy Together
- 1985 – Joy
- 2011 – Legacy

### Singoli ed Extended Play
- 1977 – Native New Yorker
- 1978 – Easy Come, Easy Go
- 1978 – Weekend Lover
- 1978 – Single Again/What Time Does the Balloon Go Up
- 1979 – Lucky Star
- 1980 – Don't Tell Me, Tell Her
- 1980 – Hang Together
- 1980 – Use It Up and Wear It Out
- 1980 – If You're Lookin' for a Way Out
- 1981 – Hang Together
- 1981 – Going Back to My Roots
- 1981 – I Got the Melody
- 1981 – It Will Be Alright
- 1982 – Inside Out
- 1982 – Magic Touch
- 1985 – (Joy) I Know It
- 1987 – Inside Out ('87 Remix)
- 1987 – Back to My Roots (Remix)

### Antologie
- 1981 – The Best of Odyssey
- 1982 – The Magic Touch of Odyssey
- 1987 – The Greatest Hits
- 1989 – Greatest Hits
- 1990 – Native New Yorker: Golden Classics
- 2005 – Legends
- 2010 – The Greatest Hits